# 고르키레닌스키예

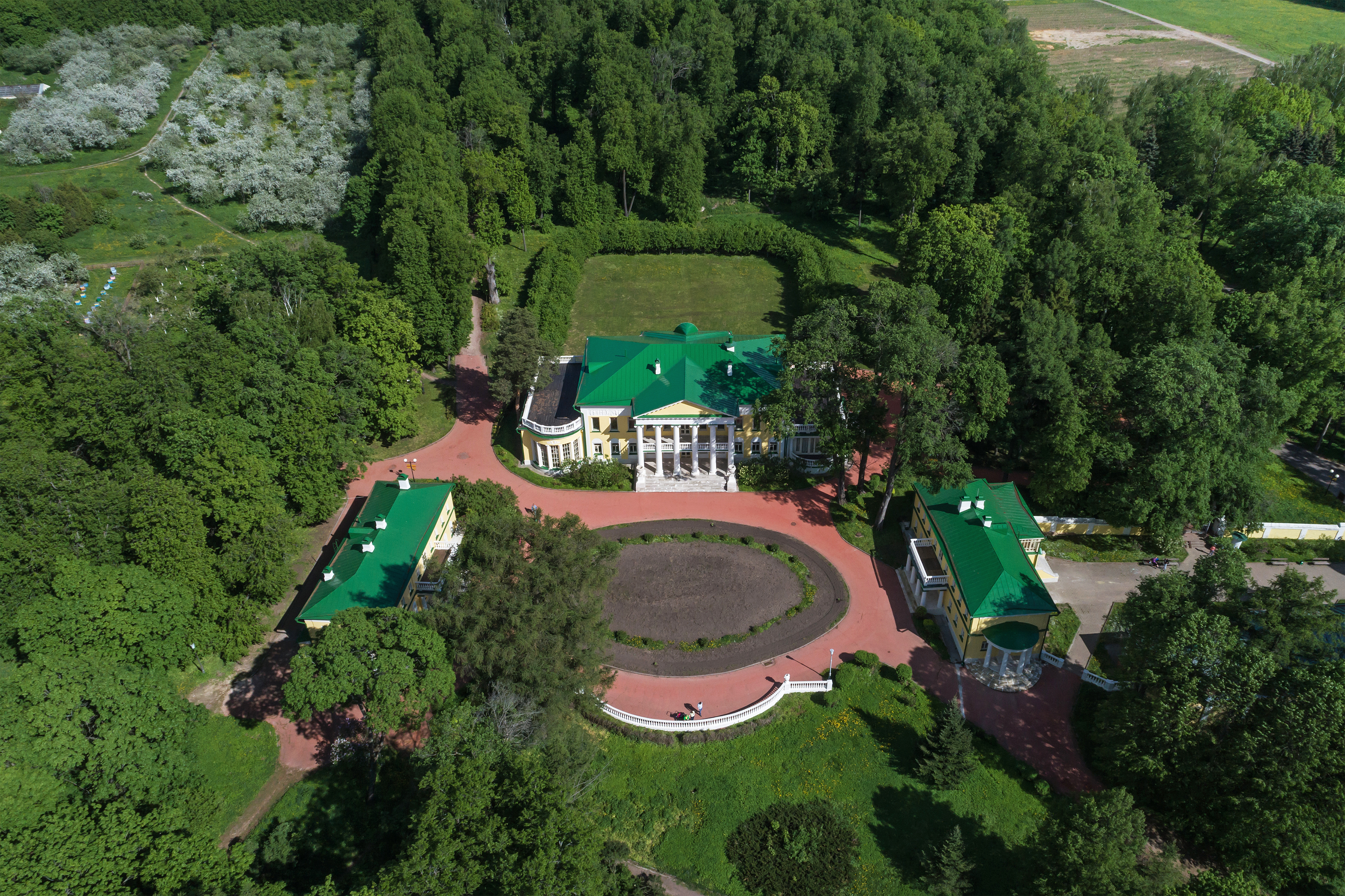

고르키레닌스키예(러시아어: Го́рки Ле́нинские)는 모스크바주 레닌스키군에 위치한 마을로 모스크바에서 35km 떨어져 있다.
러시아 혁명 이전에는 고르키라고 불렸다.
1918년 9월에 블라디미르 레닌이 이곳에서 휴식을 취했다. 레닌이 죽은 뒤에 이곳의 이름은 고르키에서 고르키레닌스키예로 바뀌었다.

## 같이 보기
- 레닌의 이름이 붙은 장소